# Fatin Shidqia
Fatin, właśc. Fatin Shidqia Lubis (ur. 30 lipca 1996 w Dżakarcie) – indonezyjska piosenkarka i aktorka.

## Życiorys
Urodziła się 30 czerwca 1996 w Dżakarcie. W wieku 16 lat wygrała program X Factor Indonesia (2012).

## Dyskografia

### Albumy studyjne
| Tytuł   | Rok  |
| ------- | ---- |
| For You | 2013 |

### Single
| Rok  | Tytuł                              | Album                                                                       |
| ---- | ---------------------------------- | --------------------------------------------------------------------------- |
| 2013 | „Aku Memilih Setia”                | For You                                                                     |
| 2013 | „KekasihMu”                        | The Best of Islamic Music Vol. 2                                            |
| 2013 | „Dia Dia Dia”                      | For You                                                                     |
| 2013 | „Cahaya Di Langit Itu”             | For You                                                                     |
| 2014 | „Jangan Kau Bohong”                | For You                                                                     |
| 2014 | „Kaulah Kamuku”                    | For You                                                                     |
| 2014 | „Proud of You Moslem”              | 12 Lagu Islami Terbaik – Fatin & Friends                                    |
| 2014 | „Semua Tentangmu”                  | For You                                                                     |
| 2014 | „Demi Cintaku”                     | Fariz RM & Dian PP In Collaboration With                                    |
| 2015 | „Cintamu”                          | Seno M. Hardjo Presents: The Great Composers – James F. Sundah & Oddie Agam |
| 2015 | „Away”                             | Dreams                                                                      |
| 2016 | „Percaya”                          | Dreams                                                                      |
| 2016 | „Salahkah Aku Terlalu Mencintaimu” | Y2Koustic                                                                   |
| 2017 | „Ketika Tangan dan Kaki Berkata”   | n/a                                                                         |